# 韋斯·摩爾
韋斯特利·華滕德·奧馬里·摩爾（英語：Westley Watende Omari Moore，1978年10月15日—）是美国政治家、投资银行家、作家和电视制片人。他赢得2022年马里兰州州长选举，成為马里兰州第一位黑人州长。 
摩尔出生于马里兰州，主要在纽约长大，毕业于約翰霍普金斯大學，并在牛津大学沃尔夫森书院获得硕士学位。在美国陆军和陆军预备役服役几年后，摩尔成为纽约的一名投资银行家。 2010年至2015年间，摩尔出版了五本书，其中包括一本青年小说。摩尔于2017年至 2021 年担任羅賓漢基金會的行政總裁。  他还是Oprah Winfrey Network《 Beyond Belief》的主持人，以及PBS的《Coming Back with Wes Moore》的执行制片人和作家。 